# Brusnitxni
Brusnitxni (en rus: Брусничный) és un poble (un possiólok) de la República de Komi, a Rússia, segons el cens del 2010 tenia 75 habitants.